# Nedd

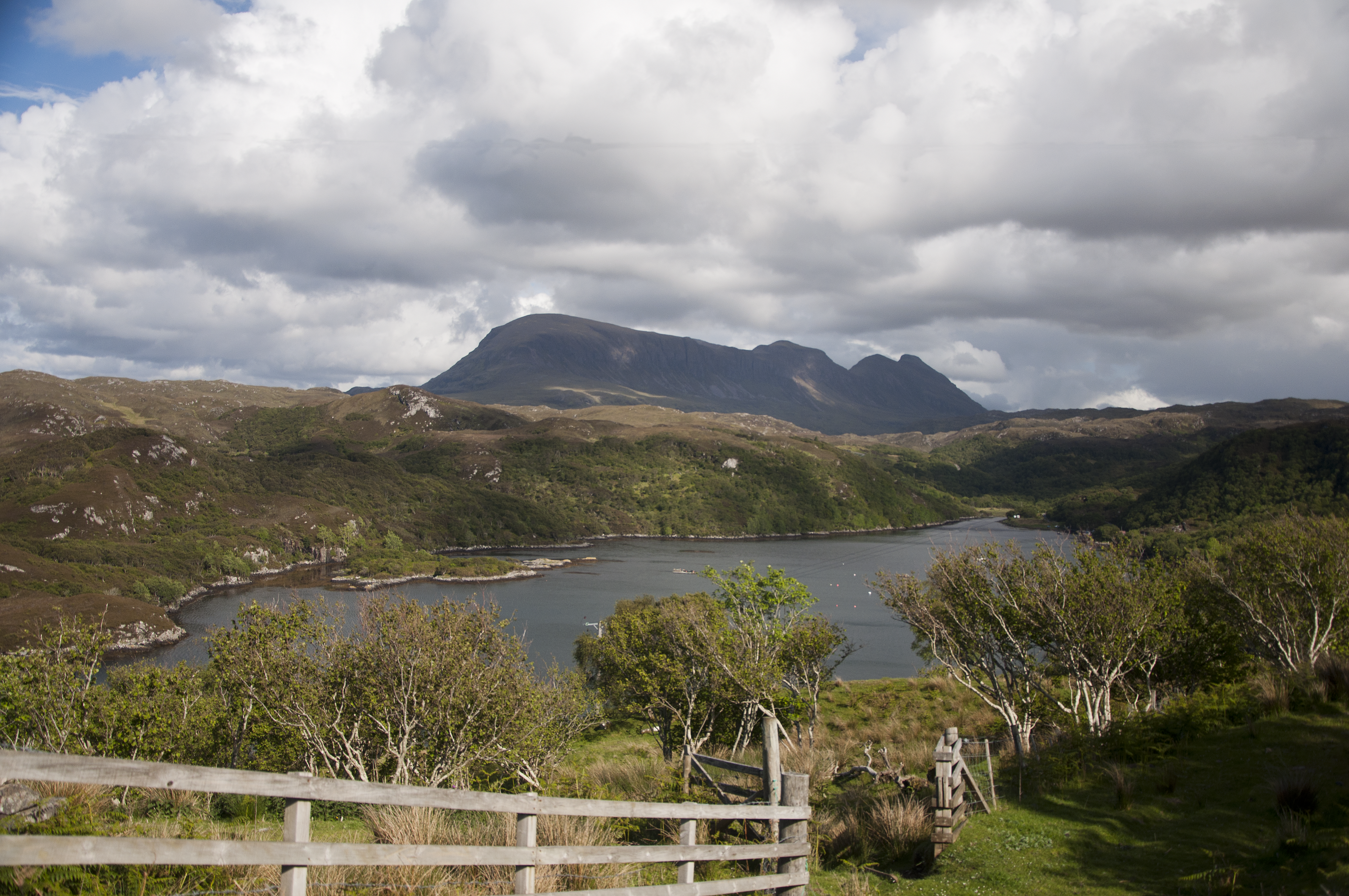
Nedd met Loch Nedd en Quinag

Nedd (Schots-Gaelisch: An Nead) is een dorp in de Schotse Lieutenancy Sutherland in de council Highland aan de oevers van Loch Nedd ongeveer 1,5 kilometer van Drumbeg.